# Manchego
Manchego – hiszpański gatunek sera, produkowany z owczego mleka, pochodzący z równin La Manchy. Manchego to ser twardy, dojrzewający. W jego miąższu występują niewielkie dziurki. Jest najpopularniejszym serem hiszpańskim.

## Wygląd i odmiany
Manchego wytwarzany jest w dwóch odmianach – odmianie wiejskiej (wytwarzana ręcznie z surowego mleka) i przemysłowej (produkowanej przy użyciu mleka pasteryzowanego). Występują też odmiany różniące się wiekiem: fresco (ser młody; 50-dniowy), curado (stary; 3–4 miesięczny) oraz viejo (ser dojrzały). Od wieku sera zależy jego barwa – manchego może mieć kolory od jasnego brązu lub żółtego, aż do ciemnej szarości.

## Produkcja
Ser ten produkowany jest w suchym klimacie równin La Manchy z miejscowego gatunku owiec manchega. Owce te produkują mleko zawierające co najmniej 6% tłuszczu. Ich hodowla podlega niezwykle surowym standardom, ponadto żywią się one miejscowymi roślinami (głównie ziarnami i roślinami strączkowymi), niezwykle wytrzymałymi, ze względu na surowy i suchy klimat równin La Manchy. Wpływa to znacznie na specyficzny smak sera manchego i sprawia, że uzyskanie go w innym regionie nie jest możliwe.
Ser musi dojrzewać minimum ok. 50–60 dni. W tym czasie należy dbać o usuwanie pleśni, która pojawia się na powierzchni manchego.

## Wartości odżywcze
Ser manchego zawiera duże ilości wapnia i protein. Zawiera także witaminy A, E i D. Może być spożywany przez osoby w każdym wieku.